# 倉沢愛子
倉沢 愛子（くらさわ あいこ、1946年7月26日 - ）は、日本の東南アジア社会史研究者。慶應義塾大学経済学部名誉教授。学位は、Ph.D.（コーネル大学・1988年）、学術博士（東京大学・論文博士・2012年）。

## 人物・来歴
大阪市生まれ。東京大学在学中から日本占領期のインドネシア史を研究対象とした。その後、インドネシア研究の世界的拠点であるコーネル大学大学院に留学。後に、同大学で博士号を取得。同博士論文は『日本占領下のジャワ農村の変容』として日本で出版され、1992年のサントリー学芸賞を受賞した。
その後、視点を現代のインドネシア社会に移し、現地での生活とフィールドワークを通じて、開発政策の中で変容していく庶民の地域生活を分析、研究している。
主な科学研究費助成事業の研究課題に「異民族支配におけるコミュニケーション-日本軍占領下の東南アジアの場合-」（1994-1995年）、「ジャカルタ南部の都市生成と住民組織原理の社会史に関する調査研究」（2001-2003年）、「生活者・商人のライフヒストリーに見るジャカルタの変容に関する調査研究」（2006-2008年）、「スハルト後のインドネシアにおけるテレビ放送の「公共性」と商業主義」（2010-2012年）。

### 学歴
- 1970年 東京大学教養学部教養学科国際関係論分科卒業
- 1972年 東京大学大学院社会学研究科修士課程修了
- 1978年 コーネル大学大学院修士課程修了
- 1979年 東京大学大学院社会学研究科博士課程単位取得満期退学

### 職歴
- 1982年 摂南大学国際言語文化学部助教授
- 1989年 摂南大学国際言語文化学部教授
- 1991年 在インドネシア日本大使館付専門調査員
- 1993年 名古屋大学大学院国際開発研究科教授[11]
- 1997年 慶應義塾大学経済学部教授
- 2012年 同定年退職、名誉教授

## 著書

### 単著
- 『日本占領下のジャワ農村の変容』（草思社、1992年）
- 『二十年目のインドネシア - 日本とアジアの関係を考える』（草思社、1994年）
- 『女が学者になるとき』（草思社、1998年）
- 『ジャカルタ路地裏フィールドノート』（中央公論新社、2001年）
- 『「大東亜」戦争を知っていますか』（講談社現代新書、2002年）
- 『インドネシアイスラームの覚醒』（洋泉社、2006年）
- 『戦後日本=インドネシア関係史』（草思社、2011年）
- 『インドネシアと日本 - 桐島正也回想録』（論創社、2011年）
- 『資源の戦争 「大東亜共栄圏」の人流・物流　戦争の経験を問う』（岩波書店、2012年）
- 『9・30 世界を震撼させた日 インドネシア政変の真相と波紋』（岩波現代全書、2014年）
- 『インドネシア大虐殺 二つのクーデターと史上最大級の惨劇』（中公新書、2020年）
- 『楽園の島と忘れられたジェノサイド バリに眠る狂気の歴史をめぐって』（千倉書房、2020年）
- 『南に輝く女王 三輪ヒデ: 国のない女の一代記』（岩波書店、2021年）

### 編著
- 『写真記録東南アジア―歴史・戦争・日本 インドネシア』（ほるぷ出版、1997年）
- 『東南アジア史のなかの日本占領』（早稲田大学出版部、1997年）
- 『南方特別留学生が見た戦時下の日本人』（草思社、1997年）
- 『都市下層の生活構造と移動ネットワーク―ジャカルタ、東京、大阪、サン・クリストバルのフィールドワークによる実証』（明石書店〈慶應義塾大学東アジア研究所叢書〉、2007年）
- 『消費するインドネシア』（慶應義塾大学出版会、2013年）[12]

### 共編著
- （成田龍一・杉原達・テッサ・モーリス=スズキ・油井大三郎・吉田裕）『アジア・太平洋戦争』全8巻（岩波書店〈岩波講座〉、2005-2006年）
- （吉原直樹）『変わるバリ、変わらないバリ』（勉誠出版、2009年）

### 編纂
- 復刻版『治官報・Kanpo』ジャワ軍政監部 編（龍渓書舎、1989年）全国書誌番号:9031681、国立国会図書館デジタルコレクション、館内限定、遠隔複写可。NCID BN05721060。
- 大日本軍政部爪哇軍政監部 編『南方軍政関係資料』第1巻-第17巻（複製、竜渓書舎、1990年-1995年）全国書誌番号:93037434、国立国会図書館デジタルコレクション、館内限定、遠隔複写可。doi:10.11501/12734136。
  - 第1巻（1990年）は第25軍軍政監部 編『富公報 : 第1号〜第21号　昭和17年11月1日〜18年4月15日』。
  - 第9巻別題は『日本語教科書』。
  - 第14巻（1994年）は『ジャワ軍政規定集 1』。
  - 第17巻（1995年）は同軍政監部の総務部調査室 編『農村実態調査 : ボゴール州・ジョクジャ州・マラン州』。

### 翻訳
- インドネシア国立文書館 編著『ふたつの紅白旗―インドネシア人が語る日本占領時代』（北野正徳との共訳、木犀社、1996年）